# 名古屋発!新そこが知りたい
『名古屋発!新そこが知りたい』（なごやはつ しんそこがしりたい）は、1992年10月13日から1999年3月16日まで中部日本放送（CBC）で放送された情報番組。放送時間は毎週火曜 20:00 - 20:54 (JST) 。

## 概要
1987年10月6日からCBCテレビでも放送されるようになったTBS製作の情報番組『そこが知りたい』の東海地方版で、当初は『名古屋発そこが知りたい』と題し、TBSの『そこ知り』を月に1回ほどの頻度でローカル差し替えする形で放送されていた。同年10月20日の差し替え放送第1回目では、「躍進・星野ドラゴンズの軌跡」を特集していた。
1992年9月22日放送分をもって『そこ知り』のネットを打ち切り、同年10月から全て自社製作で賄うようになったのがこの番組である。番組は毎回、1つのテーマを1時間かけて特集していた。リポーター勢が毎回東海3県各地のグルメ情報やレジャー情報を伝えていたほか、各回でのテーマに即した人物への密着ドキュメントも折り込んでいた。新聞紙上においては、当初は『名古屋発新・そこが知りたい』と記されていたが、1992年11月3日放送分からは本稿のとおり『名古屋発!新そこが知りたい』と表記されるようになった。
放送回数は300回を超えたが、1999年春の改編でTBS製作の『学校へ行こう!』が火曜20時枠へ移動するのに伴い、番組は同タイトルでの放送を終了。『学校へ行こう!』が放送されていた木曜19時枠へ移動し、以後は同枠で『そこが知りたいBEST』と題して放送されるようになった。また、同年10月からは板東英二を案内役に迎え、以後は『そこが知りたい 特捜!板東リサーチ』と題して放送された。

## 出演者
- 黒川慶一
- 宮本忠博
- 福田知鶴
- 鉄崎幹人
- 戸井康成
- 藪下貴子
- 白石まるみ
- 稲積ますみ
- 古木淑恵

## 主なテーマ
東海地方の注目スポット
名古屋駅前、栄、大須、地下街、劇場、名古屋空港、東山動物園、水族館、遊園地、ホテル、デパート、スーパーマーケット、美容室など。
東海地方のグルメ
東海地方の名物料理、鍋料理、麺料理、ラーメンなどの旬のグルメ、喫茶店のモーニングなど。
旅行
温泉、ローカル線の旅、路線バスの旅、バスツアー、船の旅、巡礼の旅など。
その他
初詣、花見、花火、結婚式、葬式、幼児教育、住宅、ダイエット、ペット、おもちゃ、占い、パチンコ、競馬など。